# 橋本太吉

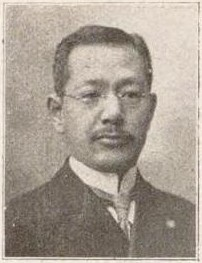
橋本太吉

橋本 太吉（はしもと たきち、1872年 7月15日（明治5年6月10日）- 1933年（昭和8年）8月28日）は、明治から昭和前期の実業家、政治家、衆議院議員。

## 経歴
広島県御調郡尾道町（現尾道市）で、醸造業・橋本長三の長男として生まれる。1885年（明治18年）家督を相続。1891年（明治24年）12月、慶應義塾を卒業した。
帰郷後、尾道市会議員に就任。また、尾道電灯社長、尾道米塩肥料取引所理事を務めた。1900年（明治33年）4月、横浜の原合名会社（原富太郎）輸出部支配人に就任し1904年（明治37年）6月まで在任した。その後、家業の醸造業、さらにアルミニウム工業を営み、中外石油アスファルト取締役、日本リンネット取締役、東海化学工業取締役、日本夏帽取締役、日本軽銀製造監査役などを務めた。
1908年（明治41年）5月、第10回衆議院議員総選挙に広島県尾道市から無所属で出馬して初当選。その後、1917年（大正6年）4月の第13回総選挙まで再選され、最後に正交倶楽部に所属して衆議院議員に連続4期在任した。この間、海軍参与官に推薦されたが辞退している。
1933年8月に鎌倉で病のため死去した。

## 国政選挙歴
- 第10回衆議院議員総選挙（広島県尾道市、1908年5月、無所属）当選[9]
- 第11回衆議院議員総選挙（広島県尾道市、1912年5月、無所属）当選[9]
- 第12回衆議院議員総選挙（広島県尾道市、1915年3月、中正会）当選[9]
- 第13回衆議院議員総選挙（広島県尾道市、1917年4月、無所属）当選[10]